# Tiempo de amor
Tiempo de amor es una película dramática española estrenada en 1964, dirigida por Julio Diamante, uno de los realizadores más destacados del llamado "nuevo cine español", con un guion escrito conjuntamente con su esposa Elena Sáez. La película muestra claras influencias de realizadores como Louis Malle, Valerio Zurlini o Ermanno Olmi.
Por su papeles en la película Julia Gutiérrez Caba obtuvo el premio a la mejor intérprete femenina principal otorgado por el Sindicato Nacional del Espectáculo y Enriqueta Carballeira fue galardonada con la Medalla del Círculo de Escritores Cinematográficos a la mejor actriz de reparto.

## Sinopsis
La película muestra algunas de las diferentes facetas del amor mediante tres historias independientes: Elvira y Alfonso, que llevan doce años de casto noviazgo con la falsa ilusión de que él apruebe unas oposiciones. María, una empleada de unos almacenes, que intenta perder la virginidad con Servando, un playboy latinoamericano que acaba decepcionándola. Pilar y José, un matrimonio joven con dificultades económicas, que lucha por mantener viva la llama de su amor.

## Reparto
- Julia Gutiérrez Caba como Elvira
- Agustín González como	Alfonso
- Lina Canalejas como Pilar
- Carlos Estrada como José
- Enriqueta Carballeira como María
- Julián Mateos como Servando
- Delia Luna como Adela
- Antonio Queipo
- Carmen Rodríguez como	Doña Araceli
- Mara Goyanes como	Loli
- Carlota Avendaño como Vicky
- Mari Paz Ballesteros como	Eva
- Pedro Mari Sánchez como Miguel
- Lola Gaos	como Gitana
- Antonio Gandía
- Belinda Corel como Isabel
- Pablo Runyan
- Emiliano Redondo como Armando